# 敖山 (成化進士)
敖山（1442年—？），字靜之，山東東昌府莘縣舊一鄉人，軍籍，明朝政治人物。

## 生平
成化元年（1465年）乙酉科山東鄉試第一名舉人（解元），十四年（1478年）中式戊戌科會試第八十三名，二甲第三十名進士。選庶吉士，授翰林院編修，二十三年（1487年）升江西按察司副使，調山西按察司副使，引疾歸里，卒於家。

## 著作
以詩文著名。著有《先天手冊》、《燦然稿》。

## 家族
曾祖敖興；祖父敖麟；父敖顒。母崔氏，旌表節婦。慈侍下。弟敖嵩。